# John Alexander (attore statunitense)
John Alexander (Newport, 29 novembre 1897 – New York, 13 luglio 1982) è stato un attore statunitense attivo sul grande schermo, a teatro e in televisione.

## Biografia
Nato a Newport nel Kentucky, John Alexander esordì a teatro nel 1902 a soli 5 anni nell'opera The Children of Kings andata in scena all'Herald Square Theatre di New York, e nel 1916 si unì alla compagnia di Robert B. Mantell e Genevieve Hamper, che sarebbe poi diventata sua moglie.
Continuò a lavorare nel teatro fino agli anni quaranta, quando iniziò la carriera cinematografica. Dopo alcune apparizioni non accreditate recitò in film quali La signora Skeffington (1944) di Vincent Sherman, Un albero cresce a Brooklyn (1945) di Elia Kazan, Al Jolson (1946) di Alfred E. Green e La città del jazz (1947) di Arthur Lubin. Ma il ruolo per il quale è più conosciuto è probabilmente quello di Teddy, il fratello di Mortimer Brewster (Cary Grant) che in Arsenico e vecchi merletti (1944) crede di essere Theodore Roosevelt, ruolo che aveva già interpretato a Broadway dal 1941. Nel 1950 interpretò proprio l'ex presidente degli Stati Uniti in Ai vostri ordini signora! di George Marshall, mentre il 5 gennaio 1955 riprese il ruolo di Teddy Brewster in un episodio della serie televisiva The Best of Broadway.
Negli anni cinquanta recitò in pellicole quali Winchester '73 (1950) di Anthony Mann, Mentre la città dorme (1950) di George Sherman, Vivere insieme (1952) di George Cukor e Imputazione omicidio (1959) di Michael Curtiz, dedicandosi anche a numerose produzioni televisive. Dopo l'ultima apparizione in un episodio della serie Car 54, Where Are You?, nel 1962 tornò a teatro per Never Too Late andato in scena fino al 1965, anno del suo ritiro.
John Alexander morì a New York il 13 luglio 1982, all'età di 85 anni, durante una riunione del consiglio di amministrazione dell'Actors Fund of America. È sepolto nel Kensico Cemetery di Valhalla, nella Contea di Westchester, New York.

### Vita personale
Fu sposato con l'attrice Genevieve Hamper dal 1928 al 1971, anno della morte di quest'ultima.

## Filmografia
- Piccola stella (Baby Take a Bow), regia di Harry Lachman (1934) – Non accreditato
- The Ghost Rider, regia di Jack Jevne (1935)
- Arizona (The Arizonian), regia di Charles Vidor (1935) – Non accreditato
- Il grande nemico (Special Agent), regia di William Keighley (1935) – Non accreditato
- Polo Joe, regia di William C. McGann (1936) – Non accreditato
- On Such a Night, regia di Ewald André Dupont (1937)
- The Flag of Humanity, regia di Jean Negulesco (1940) – Cortometraggio, non accreditato
- Flowing Gold, regia di Alfred E. Green (1940)
- Calling All Husbands, regia di Noel M. Smith (1940)
- La signora Skeffington (Mr. Skeffington), regia di Vincent Sherman (1944)
- Ragazze indiavolate (The Doughgirls), regia di James V. Kern (1944)
- Arsenico e vecchi merletti (Arsenic and Old Lace), regia di Frank Capra (1944)
- Un albero cresce a Brooklyn (A Tree Grows in Brooklyn), regia di Elia Kazan (1945)
- La tromba squilla a mezzanotte (The Horn Blows at Midnight), regia di Raoul Walsh (1945)
- Donnine d'America (Junior Miss), regia di George Seaton (1945)
- It Shouldn't Happen to a Dog, regia di Herbert I. Leeds (1946)
- Al Jolson (The Jolson Story), regia di Alfred E. Green (1946)
- La città del jazz (New Orleans), regia di Arthur Lubin (1947)
- Living in a Big Way, regia di Gregory La Cava (1947)
- Il giudice Timberlane (Cass Timberlane), regia di George Sidney (1947)
- La congiura di Barovia (Where There's Life), regia di Sidney Lanfield (1947)
- Summer Holiday, regia di Rouben Mamoulian (1948)
- La notte ha mille occhi (Night Has a Thousand Eyes), regia di John Farrow (1948)
- Winchester '73, regia di Anthony Mann (1950)
- Ai vostri ordini signora! (Fancy Pants), regia di George Marshall (1950)
- Mentre la città dorme (The Sleeping City), regia di George Sherman (1950)
- Mariti su misura (The Model and the Marriage Broker), regia di George Cukor (1951)
- Vivere insieme (The Marrying Kind), regia di George Cukor (1952)
- La frontiera indomita (Untamed Frontier), regia di Hugo Fregonese (1952)
- The Mugger, regia di William Berke (1958)
- Imputazione omicidio (The Man in the Net), regia di Michael Curtiz (1959)
- Keep in Step, regia di Al De Caprio e Aaron Ruben (1959) – Film tv
- Un piede nell'inferno (One Foot in Hell), regia di James B. Clark (1960)
- The Right Man, regia di Burt Shevelove (1960) – Film tv

### Serie televisive
- The Ford Theatre Hour – Episodio Dead on the Vine (1951)
- The Campbell Playhouse – Episodio The Meaning of Truth (1953)
- Inner Sanctum – Episodio The Face of Fear (1954)
- The United States Steel Hour – Episodio One for the Road (1954)
- The Best of Broadway – Episodio Arsenic and Old Lace (1955)
- The Elgin Hour – Episodio Days of Grace (1955)
- Goodyear Television Playhouse – Episodio Beloved Stranger (1955)
- Adventures of the Sea Hawk – Episodio #1.21 (1958)
- The Phil Silvers Show – Episodi The Horse (1955), Bilko's Ape Man (1959), Warrant Officer Papparelli (1959)
- Sunday Showcase – Episodio The Indestructible Mr. Gore (1959)
- Car 54, Where Are You? – Episodi Thirty Days Notice (1961), Put It in the Bank (1961), Occupancy, August 1st (1962)
- La parola alla difesa – Episodio The Iron Man (1962)

## Teatro
- Königskinder, di Ernst Rosmer (novembre 1902)
- A Cigarette-makers Romance, di Francis Marion Crawford / Rouget de Lisle, di Freeman Wills e Fitzmaurice King (novembre 1902)
- Mary Goes First, di Henry Arthur Jones (novembre 1914)
- The Dumb and the Blind, di Harold Chapin (dicembre 1914 - gennaio 1915)
- Richelieu, di Edward Bulwer-Lytton (16 aprile - 2 maggio 1917)
- What's in a Name?, di Milton Ager, John Murray Anderson, Anna Wynne O'Ryan e Jack Yellen (19 marzo - 26 giugno 1920)
- The Mirage, di Edgar Selwyn (settembre 1920 - marzo 1921)
- Cyrano de Bergerac, di Edmond Rostand (novembre 1923 - giugno 1924)
- The Chocolate Dandies, di Eubie Blake, Noble Sissle e Lew Payton (1 settembre - 22 novembre 1924)
- Cyrano de Bergerac, di Edmond Rostand (febbraio - maggio 1926)
- Jamboree, di Bessie Beatty e Jack Black (novembre - dicembre 1932)
- The Petrified Forest, di Robert E. Sherwood (gennaio - giugno 1935)
- Nowhere Bound, di Leo Birinski (gennaio - febbraio 1935)
- Mid-West, di James Hagan (gennaio 1936)
- The Devil of Pei-Ling, di Howard Chenery (febbraio 1936)
- Swing Your Lady, di Kenyon Nicholson e Charles Robinson (ottobre 1936 - gennaio 1937)
- Red Harvest, di Walter Charles Roberts (marzo - aprile 1937)
- The Greatest Show on Earth, di Vincent Duffey e Irene Alexander (gennaio 1938)
- All the Living, di Hardie Albright (marzo - maggio 1938)
- Kiss the Boys Good-bye, di Clare Boothe Luce (settembre 1938 - giugno 1939)
- Morning's at Seven, di Paul Osborn (30 novembre 1939 - 6 gennaio 1940)
- Out From Under, di John Walter Kelly (4-11 maggio 1940)
- Arsenico e vecchi merletti, di Joseph Kesselring (10 gennaio 1941 - 17 giugno 1944)
- Nata ieri, di Garson Kanin (4 febbraio 1946 - 31 dicembre 1949)
- Hilda Crane, di Samson Raphaelson (1 novembre - 31 dicembre 1950)
- Ondine, di Jean Giraudoux (18 febbraio - 3 luglio 1954)
- Never Too Late, di Sumner Arthur Long (27 novembre 1962 - 24 aprile 1965)

## Doppiatori italiani
Nelle versioni in italiano dei suoi film John Alexander è stato doppiato da:
- Carlo Romano in La signora Skeffington e Arsenico e vecchi merletti
- Luigi Pavese in Winchester '73
- Mario Besesti in La frontiera indomita